# Ansonville
Ansonville är en kommun (town) i Anson County i North Carolina. Vid 2020 års folkräkning hade Ansonville 440 invånare.